# Acord de Praga
L'acord de Praga és el nom donat a un document elaborat el 2002 pel jugador d'escacs estatunidenc Yasser Seirawan, amb l'ajut de Bessel Kok, per tal de reunificar el títol de Campió del món d'escacs, que va ser objecte d'un cisma iniciat per Garri Kaspàrov el 1993.
L'acord planejava organitzar:
- Un matx entre el campió mundial d'escacs clàssic Vladímir Kràmnik i el jugador que guanyés el prestigiós torneig d'escacs de Dortmund;
- Un matx entre el campió del món de la FIDE Ruslan Ponomariov i el número u del món, Garri Kaspàrov, que se celebraria el setembre de 2002 a Ialta.

Els guanyadors d'aquests dos esdeveniments haurien de disputar un matx pel títol de Campió del món reunificat el novembre de 2003, posant així fi al cisma.
Els protagonistes van arribar a un preacord sobre aquesta proposta el maig de 2002. No obstant això, Ruslan Ponomariov es va negar finalment a signar el contracte per al seu matx contra Garri Kaspàrov, cosa que va posar fi a aquest intent de reunificació.
Va caldre esperar fins a l'any 2006 per tal que finalment se celebrés a Elistà el matx de reunificació entre el campió del món de la FIDE, Vesselín Topàlov, i el campió del món clàssic Vladímir Kràmnik, que fou guanyat pel segon.